# 1965 v dopravě
Tento článek obsahuje seznam událostí souvisejících s dopravou, které proběhly roku 1965.

## Leden
- 10. ledna

 Byl zastaven provoz v úseku z Ostravice do Bílé, která musel ustoupit výstavbě vodní nádrže Šance. Zbývající část trati, tj. úsek Frýdlant nad Ostravicí – Ostravice, zůstala v provozu.

## Únor
- 1. února

  Na novostavbě železniční trati Ostrava-Poruba – Havířov – Český Těšín, dokončené již roku 1961, byl zahájen elektrický provoz.

## Březen
- 31. března

 V Jablonci nad Nisou byl ukončen provoz tramvají (mimo meziměstskou trať do Liberce).

## Červen
- 7. června

 Z důvodu rozsáhlých sesuvů půdy byl ukončen provoz lanovky na Petřín; obnoven byl až v roce 1985.

## Prosinec
- 9. prosince

 Byla dokončena elektrizace první železniční trati v Rumunsku, úseku Brašov–Predeal.
- 17. prosince

 Na většině hlavních železničních tahů v okolí Hradce Králové a Pardubic byl zahájen elektrický provoz: konkrétně na trati Velký Osek – Choceň a Pardubice – Hradec Králové.
- 30. prosince

 Byla dokončena elektrizace trati Kutná Hora hlavní nádraží – Jihlava. Stanice Kutná Hora hlavní nádraží se stala první stykovou stanicí elektrizačních soustav 25 kV 50 Hz AC a 3 kV DC v Československu.